# Prospero Gallinari
Prospero Gallinari (Reggio Emilia, 1º gennaio 1951 – Reggio Emilia, 14 gennaio 2013) è stato un terrorista italiano, militante delle Brigate Rosse durante gli anni di piombo.
Dopo aver fatto parte del gruppo originario che aveva costituito l'organizzazione nel 1970, venne arrestato una prima volta nel novembre 1974; evaso dal carcere di Treviso nel gennaio 1977, assunse un ruolo di grande importanza come dirigente della colonna romana e membro del Comitato Esecutivo. Molto determinato e fortemente motivato ideologicamente, fece parte del nucleo armato che assassinò gli uomini della scorta di Aldo Moro nell'agguato di via Fani e durante il sequestro svolse il ruolo di carceriere dell'uomo politico. I suoi nomi di battaglia erano Giuseppe e Gallo (derivato dal suo cognome e analogo a quello usato dal partigiano e politico comunista Luigi Longo durante la Resistenza italiana).
Dopo la fine del sequestro continuò a dirigere la colonna romana partecipando direttamente ad altri gravi fatti di sangue fino al suo arresto nel settembre 1979 dopo uno scontro a fuoco con agenti di Pubblica sicurezza in cui rimase gravemente ferito alla testa. Fu condannato all'ergastolo per molti tra gli attentati e le azioni delle BR nel periodo 1974-1979, tra cui il citato rapimento Moro (1978), e per aver partecipato materialmente all'omicidio dei cinque agenti di scorta, così come per l'omicidio di due poliziotti e del giudice Riccardo Palma nel 1979; in totale fu esecutore diretto, con altri brigatisti, di otto omicidi. Rigido e intransigente, mantenne una totale non collaborazione durante gli anni del carcere; negli anni novanta a causa di seri motivi di salute venne disposta la sospensione della sua pena.

## Biografia

### Le origini
Di estrazione contadina (il padre era bracciante e poi mezzadro) e famiglia comunista, militante fin da giovanissimo della FGCI del Partito Comunista Italiano, Prospero Gallinari, insieme con altri giovani estremisti di sinistra di Reggio Emilia, tra cui Alberto Franceschini, Fabrizio Pelli, Attilio Casaletti, Loris Tonino Paroli, Roberto Ognibene, assunse posizioni di critica della politica del partito considerata troppo moderata e partecipò alla costituzione nel 1969 del cosiddetto "Collettivo politico operai-studenti", noto anche come gruppo "dell'appartamento". Gallinari si impegnò nell'attività politica e, pur continuando il suo lavoro di contadino, contribuì al dibattito ideologico all'interno del gruppo, manifestando grande interesse per la figura e le teorie di Ernesto Guevara.
Dalla prima metà del 1969 il gruppo "dell'appartamento" entrò in contatto con Renato Curcio e Margherita Cagol, provenienti dal Movimento dell'Università di Trento, e con Raffaello De Mori, uno dei dirigenti del Comitato Unitario di Base (CUB) della Pirelli; ben presto molti dei componenti originari del gruppo reggiano si trasferirono temporaneamente a Milano dove, da varie componenti di militanti di ideologia marxista che non si riconoscevano più nei partiti tradizionali della sinistra italiana presenti nel parlamento, nacque il cosiddetto CPM (Collettivo Politico Metropolitano) in cui confluirono anche i militanti dell'"appartamento", tra cui Gallinari, che inizialmente continuò ad alternare il lavoro nei campi con la militanza politica. Egli non poté partecipare al convegno di Chiavari del dicembre 1969, ma fu invece presente a quello che divenne noto come "convegno di Pecorile" (frazione di Vezzano sul Crostolo), che in realtà si tenne in località Costaferrata di Casina (RE), dell'agosto 1970, dove circa settanta-ottanta militanti riuniti discussero per la prima volta la questione se ampliare la lotta politica con la lotta armata, la sua organizzazione e la clandestinità.

### Il Superclan
Nel settembre 1970 una profonda frattura sulle scelte politico-operative divise il gruppo originario "dell'appartamento"; dopo il convegno di Pecorile emersero due posizioni contrapposte: una principalmente concentrata sulla costituzione di strutture clandestine segrete, separate dalla realtà sociale, il cosiddetto Superclan guidato da Corrado Simioni, Duccio Berio, Vanni Mulinaris, e una al contrario, guidata da Curcio, Franceschini e la Cagol, intenzionata a radicare la lotta armata all'interno delle fabbriche per inserirsi nella realtà concreta dei contrasti di classe, costituendo strutture organizzative semiclandestine meno rigide. Prospero Gallinari decise in un primo tempo di aderire al Superclan, distaccandosi dalla maggior parte dei suoi compagni del gruppo reggiano che stavano per dare vita alle Brigate Rosse.
L'esperienza di Gallinari nel Superclan non fu felice; mentre le Brigate Rosse crescevano in efficienza e in organizzazione e moltiplicavano i loro interventi all'interno delle lotte operaie nelle grandi fabbriche del nord, egli trascorse il periodo dall'ottobre 1971 all'agosto del 1972 tra Milano, Torino e Genova in una deludente e sterile militanza clandestina priva di risultati. Egli decise quindi di abbandonare il Superclan e ritornare temporaneamente a Reggio Emilia per riprendere contatto con la propria famiglia. Dopo aver ripreso una vita normale di lavoro e aver riattivato i contatti con militanti dell'estremismo di sinistra, Gallinari si riavvicinò ai suoi vecchi compagni delle Brigate Rosse, nonostante la diffidenza dei brigatisti, in particolare di Alberto Franceschini, verso gli ex militanti del Superclan.

### La lotta armata

#### Dal rientro nelle Brigate Rosse al primo arresto

Gallinari all'epoca del suo primo arresto.

Dopo aver ripreso contatto a Reggio Emilia con alcuni militanti dell'organizzazione, tra cui Lauro Azzolini, Gallinari all'inizio del 1974 entrò quindi ufficialmente nelle Brigate Rosse e si trasferì in Veneto, dove era già presente Fabrizio Pelli, per costituire una nuova colonna; venne assunto in un'azienda alle dipendenze del Petrolchimico di Porto Marghera, dove egli svolse attività di proselitismo e propaganda all'interno della grande fabbrica. Gallinari rimase in Veneto anche durante la cosiddetta "Operazione Girasole", il sequestro del magistrato Mario Sossi dal 18 aprile al 20 maggio 1974 a cui egli non prese materialmente parte. L'attività delle Brigate Rosse era in fase di crescita; Gallinari prese parte alla sua prima azione partecipando a una rapina in una banca in Toscana insieme con Alfredo Bonavita e Attilio Casaletti, quindi, dopo essere tornato in Veneto, venne individuato dalle forze dell'ordine e dovette fuggire entrando definitivamente in clandestinità e trovando in un primo momento rifugio a Reggio Emilia.
Nell'estate 1974 Gallinari fu uno dei tre brigatisti, insieme con Alberto Franceschini e Fabrizio Pelli, che si trasferirono a Roma per incominciare il lavoro organizzativo necessario per costituire una nuova colonna e per individuare gli eventuali obiettivi politici. Ben presto tuttavia l'arresto di Curcio e Franceschini a Pinerolo l'8 settembre 1974 mise in crisi l'organizzazione e Gallinari fu richiamato al nord e inviato di nuovo a Torino dove entrò in contatto con Margherita Cagol e con alcuni militanti provenienti dal vecchio gruppo reggiano presenti nel capoluogo piemontese: Tonino Paroli, Lauro Azzolini, Attilio Casaletti.
Gallinari venne arrestato durante un controllo casuale della polizia in strada a Torino il 5 novembre 1974 insieme con Alfredo Bonavita; egli e il suo compagno si dichiararono "prigionieri politici" e rifiutarono di collaborare con le autorità. Dopo essere stato assegnato in un primo tempo al carcere di Alessandria, Gallinari nei mesi successivi venne continuamente trasferito da un carcere all'altro secondo le disposizioni previste dalle autorità nei confronti dei detenuti ritenuti particolarmente pericolosi: Belluno, La Spezia, Verona, San Vittore, Udine, Vicenza, Trento.
Il 9 giugno del 1976 durante il processo al "nucleo storico" delle Brigate Rosse nella Corte d'Assise di Torino, si rese protagonista di uno dei più clamorosi gesti pubblici dell'organizzazione, tentando di leggere in aula la rivendicazione dell'omicidio del procuratore di Genova Francesco Coco e dei suoi agenti di scorta, avvenuto nel capoluogo ligure il giorno prima. Il tentativo di Gallinari venne subito interrotto dall'intervento delle forze dell'ordine presenti e diede luogo a tafferugli in aula.

#### L'evasione e il trasferimento a Roma
Il 2 gennaio 1977 riuscì a evadere dal carcere di Treviso insieme con altri detenuti comuni e raggiunse Padova dove riprese contatto con le Brigate Rosse; fu Franco Bonisoli, componente del Comitato Esecutivo, che incontrò Gallinari e gli descrisse gli ultimi sviluppi della lotta armata e i progetti dell'organizzazione. In un primo tempo Gallinari si trasferì di nuovo a Torino quindi nel giugno 1977 raggiunse Firenze nell'appartamento di Giovanni Senzani, abitato da Bonisoli e Maria Carla Brioschi ed entrò a far parte del cosiddetto "Fronte della controrivoluzione", la struttura dell'organizzazione incaricata di occuparsi degli sviluppi politici nazionali e degli apparati dello stato. Nel settembre 1977 venne deciso il trasferimento di Gallinari, conosciuto con il "nome di battaglia" di "Giuseppe", a Roma dove era in fase di rafforzamento la nuova colonna brigatista e dove era prevista l'organizzazione di un'azione clamorosa per attaccare direttamente il "cuore dello stato".

Prospero Gallinari

Gallinari entrò in contatto con Mario Moretti "Maurizio" e andò ad abitare come clandestino nell'appartamento di Anna Laura Braghetti e Germano Maccari in via Montalcini 8 in cui era previsto di organizzare una base per un sequestro politico di grande importanza. Gallinari entrò a far parte della direzione della colonna insieme con Moretti, Valerio Morucci "Matteo", Adriana Faranda "Alessandra" e Barbara Balzerani "Sara". Gallinari prese parte all'attentato contro il politico della Democrazia Cristiana Publio Fiori il 2 novembre 1977; egli era incaricato insieme con Bruno Seghetti "Claudio" della funzione di appoggio mentre la Balzerani avrebbe dovuto sparare alle gambe della vittima, ma Fiori era armato e rispose al fuoco. Gallinari quindi intervenne a sua volta e colpì gravemente al torace l'uomo politico che cadde a terra e venne ancora raggiunto da altri colpi alle gambe.
Pur non essendo un militante particolarmente addestrato militarmente, Gallinari dimostrò durante le azioni di fuoco grande determinazione e freddezza e anche in altre circostanze intervenne in situazioni impreviste. Il 14 febbraio 1979, impegnato in appoggio di Raimondo Etro, il militante del nucleo operativo incaricato di uccidere il giudice Riccardo Palma, dovette di nuovo impegnarsi direttamente a causa del crollo emotivo del compagno che non riuscì a sparare. Fu quindi Gallinari che entrò in azione al posto di Etro e ferì mortalmente a colpi di mitra il giudice Palma.

#### L'agguato di via Fani e il sequestro Moro
Gallinari svolse un ruolo di grande rilievo durante il sequestro di Aldo Moro nella primavera del 1978; egli partecipò alla fase organizzativa preliminare e prese parte alle riunioni della direzione della colonna romana a Velletri. Il 16 marzo 1978, egli era uno dei quattro componenti del nucleo di fuoco, gli altri tre erano Valerio Morucci, Raffaele Fiore e Franco Bonisoli, che, travestiti da avieri Alitalia, in via Fani a Roma uccisero gli uomini della scorta del Presidente della Democrazia Cristiana.

Le auto dell'onorevole Aldo Moro e della scorta ferme in via Fani pochi minuti dopo l'agguato delle Brigate Rosse; Gallinari era uno dei quattro componenti del nucleo di fuoco travestiti da avieri Alitalia.

Armato di un mitra TZ45 residuato bellico, apri il fuoco contro l'Alfa Romeo Alfetta di scorta con a bordo gli agenti di Pubblica sicurezza Giulio Rivera, Francesco Zizzi e Raffaele Iozzino e, dopo l'inceppamento del suo mitra, continuò a sparare, insieme con Franco Bonisoli, con la sua pistola Smith & Wesson sull'agente Iozzino che, essendo riuscito a uscire dall'auto, tentava una reazione. Dopo il cruento agguato, Gallinari e gli altri brigatisti riuscirono a fuggire e a far perdere le loro tracce; egli si recò all'appuntamento finale nel garage sotterraneo della Standa dei Colli Portuensi, dove il sequestrato, nascosto in una cassa di legno, fu caricato sull'auto di Anna Laura Braghetti e quindi condotto fino all'appartamento di via Montalcini; secondo Gallinari egli avrebbe raggiunto a piedi la casa, mentre l'auto con il sequestrato sarebbe stata guidata da Moretti, con a bordo la Braghetti e Germano Maccari.
Prospero Gallinari rimase chiuso dentro l'appartamento per tutti i 55 giorni del sequestro senza mai uscire e senza mai rivelare la sua presenza; egli svolse la funzione di carceriere del sequestrato, mentre Moretti interrogò l'uomo politico; la Braghetti e Germano Maccari, l'"ingegner Luigi Altobelli", erano ufficialmente i proprietari e gli abitanti della casa. Oltre a occuparsi dell'esigenze del sequestrato e predisporre la sicurezza della base, Gallinari durante il rapimento si impegnò anche a studiare ed elaborare gli argomenti utili per l'interrogatorio di Moro; considerato all'interno delle Brigate Rosse come un esperto della storia della Democrazia Cristiana, collaborò con Moretti all'elaborazione delle domande da porre all'uomo politico.
Nell'ultima parte del rapimento, Gallinari appoggiò la decisione del Comitato Esecutivo, condivisa dalla quasi totalità dei militanti dell'organizzazione, di uccidere il sequestrato. Il 9 maggio 1978 secondo il suo racconto, egli non avrebbe partecipato direttamente all'assassinio di Moro ma sarebbe rimasto in attesa nell'appartamento mentre Moretti e Maccari, appoggiati dalla Braghetti, avrebbero concluso tragicamente il sequestro, uccidendo l'uomo politico. Dopo l'epilogo della drammatica vicenda Gallinari si affrettò, insieme con gli altri brigatisti, a smantellare le strutture della prigione di Moro e dopo l'estate abbandonò l'appartamento di via Montalcini che in autunno, quando sembrò evidente che le forze dell'ordine avevano dei sospetti, venne evacuato anche dalla Braghetti che entrò a sua volta in clandestinità.

#### Dal sequestro Moro al secondo arresto
Dopo la tragica conclusione del sequestro Moro, Prospero Gallinari rimase nella colonna romana delle Brigate Rosse ed entrò a far parte del Comitato Esecutivo, mentre Mario Moretti lasciò la capitale e ritornò al nord. La colonna romana era lacerata dai contrasti tra Morucci e Faranda e gli altri militanti sulle scelte politico-militari e Gallinari condusse in modo intransigente l'accesa polemica contro i due brigatisti dissidenti che si concluse nel febbraio 1979 con la loro brusca uscita dall'organizzazione. Nonostante queste difficoltà, i brigatisti continuarono a incrementare la lotta armata nella capitale e Gallinari prese parte il 21 dicembre 1978 all'agguato contro gli agenti della scorta del politico democristiano Giovanni Galloni. Il nucleo di fuoco entrò in azione da un'auto guidata da Alessio Casimirri, con a bordo anche Rita Algranati, mentre Gallinari e la Faranda spararono dalla parte destra della vettura ferendo due agenti di scorta, Gian Antonio Pelegrini e Giuseppe Rainone.

Gallinari gravemente ferito alla testa dopo uno scontro a fuoco con la polizia il 24 settembre 1979.

Nella primavera 1979 la colonna romana delle Brigate Rosse organizzò una serie di attacchi contro uomini politici e strutture organizzative della Democrazia Cristiana; il 3 maggio 1979, nell'imminenza delle elezioni politiche, un nucleo armato composto da oltre una dozzina di brigatisti fece irruzione nella sede del partito in Piazza Nicosia. Prospero Gallinari guidava uno dei tre gruppi impegnati nell'assalto e dopo l'irruzione all'interno dei locali egli ridiscese all'ingresso dove appoggiò il gruppo guidato da Francesco Piccioni che era incaricato di sorvegliare la piazza per intervenire in caso di complicazioni. L'arrivo di una pattuglia in borghese della polizia, allertata da una segnalazione, provocò un violento conflitto a fuoco a cui partecipò anche Gallinari armato di pistola, mentre altri brigatisti spararono con i mitra. Due poliziotti, Antonio Mea e Pietro Ollanu, furono uccisi e uno, Vincenzo Ammirato, seriamente ferito; i brigatisti poterono completare con successo l'azione e fuggire in salvo; Gallinari in un primo momento rimase isolato dagli altri e si allontanò a piedi riuscendo infine a tornare alla sua base.
Nell'estate 1979 Gallinari partecipò insieme con altri militanti della colonna romana, tra cui Renato Arreni, Bruno Seghetti e Alessio Casimirri, al tentativo di organizzare una grande evasione dal carcere speciale dell'Asinara dei brigatisti detenuti, appartenenti al gruppo "storico" dei fondatori. Egli quindi si trasferì ripetutamente in Sardegna dove vennero studiate sul posto le reali possibilità di effettuare l'azione sfruttando il sostegno fornito da gruppi estremistici locali di Barbagia Rossa. Le difficoltà operative vennero tuttavia ritenute insormontabili e, dopo una riunione finale del Comitato Esecutivo a Porto Torres, l'organizzazione decise di abbandonare il tentativo.
Il 24 settembre 1979 Prospero Gallinari venne sorpreso dalla pattuglia di polizia della volante "Falco 8", allertata da una telefonata anonima della presenza di alcuni giovani in via Vetulonia, quartiere Appio Metronio, che apparentemente stavano agendo con fare sospetto intorno a una macchina. Gallinari era impegnato, insieme con altri militanti, a cambiare la targa di un'Alfa Romeo Giulia blu da utilizzare per un'azione già pianificata per rapinare il Ministero dei Trasporti. Il brigatista aprì immediatamente il fuoco con la sua pistola contro gli agenti e ne seguì una violenta sparatoria, ma dopo aver esaurito un caricatore venne gravemente ferito alla testa e arrestato; due altri militanti riuscirono a fuggire, mentre la brigatista Mara Nanni venne catturata dopo un drammatico inseguimento. Le condizioni di Gallinari erano gravissime e in un primo momento si diffuse la notizia che fosse morto.
Trasportato all'Ospedale San Giovanni, Gallinari venne operato e sopravvisse pur lamentando inizialmente notevoli problemi di memoria e di concentrazione; dall'ospedale, dove a suo dire avrebbe incontrato alcuni dipendenti, medici e infermieri, simpatizzanti delle Brigate Rosse, venne ben presto trasferito a Regina Coeli e quindi al carcere delle Nuove di Torino dove incontrò gli altri brigatisti del "nucleo storico" sottoposti a processo.

### Il carcere

Detenuti brigatisti durante il processo per il sequestro Moro (1982). Si riconoscono da sinistra: Cristoforo Piancone, Rocco Micaletto (di spalle), Mario Moretti, Lauro Azzolini e Prospero Gallinari (con gli occhiali).

Gallinari venne condannato all'ergastolo nel 1983. Durante gli anni di prigionia Gallinari non collaborò con i magistrati, ma anzi, continuò a prendere parte all'analisi politica delle Brigate Rosse che nel frattempo si stavano progressivamente disgregando a causa dell'attività sempre più efficace degli organi di prevenzione dello stato. Nei primi anni ottanta le Brigate Rosse vengono pian piano smantellate, ci sono diverse scissioni, Gallinari fino all'ultimo rivendica la sua appartenenza al movimento rivoluzionario in quel caso definito UCC (Unione Comunisti Combattenti), cosa che gli impedì di avere accesso alla semilibertà o alla libertà condizionale. Nel 1981, nel supercarcere di Palmi, Gallinari sposò Anna Laura Braghetti, da cui si separerà dopo qualche anno, anche se non divorzieranno mai. Nell'aprile 1987 fallisce un tentativo di fuga da parte di Gallinari e di altri tre brigatisti, ovvero Bruno Seghetti, Francesco Piccioni e Domenico Delli Veneri, dopo che viene scoperto un tunnel da loro scavato nei sotterranei del carcere di Rebibbia, dove i quattro erano rinchiusi.
Quando nel 1988 vengono arrestati anche gli ultimi militanti dell'UCC in libertà, Gallinari, assieme ad altri "irriducibili" decidono di unirsi alla "battaglia di libertà" lanciata mesi prima da Renato Curcio, Mario Moretti e Barbara Balzerani. Il comunicato di chiusura con la lotta armata comincia così: "Partiamo una volta tanto da un fatto che ci riguarda. Oggi, ottobre 1988 le Brigate Rosse coincidono di fatto con i prigionieri delle Brigate Rosse". Il comunicato tende a difendere l'esperienza personale e politica della scelta rivoluzionaria.

### Scarcerazione per motivi di salute
Nella metà degli anni novanta Gallinari, a causa di gravi motivi legati alla salute - dovuti ai proiettili ricevuti durante l'arresto del 1979 e a un infarto cardiaco avuto in prigione nel 1984, con successiva operazione di triplo by-pass - come numerose crisi cardiache e ischemie cerebrali con ripetuti ricoveri nei centri clinici penitenziari, dopo quindici anni di prigione riesce a ottenere i primi permessi premio per poter tornare a casa. Invalido al 100%, ottenne infine la sospensione della pena nel 1996, in pratica agli arresti domiciliari (con possibilità di uscire per lavoro) nella sua casa di Reggio Emilia.
Gli vennero invece sempre rifiutate la semilibertà o la libertà condizionale (ottenibili dopo circa 20-25 anni di pena), richiesta fatta per l'ultima volta nel 2010 (30 anni dopo l'arresto).
La motivazione del diniego è nel fatto che Gallinari ha sempre rifiutato di dissociarsi o di pentirsi, ma ha dichiarato solo la fine dell'esperienza brigatista, prendendo le distanze dalle Nuove Brigate Rosse. Ha rivendicato anche il seguito che le BR avevano tra operai, intellettuali e studenti: «Eravamo clandestini per lo Stato, non per le masse. Vi piaccia o non vi piaccia era così l'Italia di quegli anni, altrimenti un'organizzazione come la nostra non avrebbe potuto restare in piedi per tanto tempo». A tal proposito anche Francesco Cossiga affermò che «Prospero Gallinari mi disse, e io gli credo, che i dirigenti dei sindacati delle fabbriche sapevano dove stavano i brigatisti. Nessuno di loro ha parlato, tranne uno, Guido Rossa; e l'hanno ammazzato. Secondo Gallinari, erano mille i militanti di sinistra a conoscere la prigione di Moro».

### La morte e i funerali
Il suo corpo senza vita è stato rinvenuto nel garage della sua abitazione a Reggio Emilia il 14 gennaio 2013 all'età di 62 anni. Gallinari venne soccorso prontamente e trasportato al vicino ospedale, ma ogni intervento di rianimazione fu vano. Il decesso è stato con ogni probabilità determinato da un malore improvviso, confermato dall'autopsia che determinò la causa della morte in arresto cardiaco, dovuto alle precarie condizioni cardiovascolari dell'ex brigatista, che aveva anche subito un trapianto di cuore. Donatore di organi, lasciò disposizione per espiantare le cornee.
Gallinari venne commemorato con una cerimonia laica nel cimitero di Coviolo, il 19 gennaio. La bara fu coperta dalla bandiera rossa con falce e martello; ai funerali hanno partecipato, oltre a un folto gruppo di giovani e di conoscenti dell'ex brigatista, molti ex esponenti delle BR e della sinistra extraparlamentare, tra cui Renato Curcio, Raffaele Fiore, Barbara Balzerani, Loris Tonino Paroli, Sante Notarnicola e Oreste Scalzone; parteciparono anche rappresentanti di centri sociali e movimenti come No TAV e No MUOS. In seguito al comportamento di molti presenti, che avevano omaggiato l'ex compagno pronunciando frasi di elogio ("Prospero è vivo e lotta assieme a noi" o "le nostre idee non moriranno mai"), sventolando drappi rossi, oltre che facendo il saluto a pugno chiuso e cantando L'Internazionale, ci furono polemiche accese. Al termine la salma di Gallinari venne tumulata nello stesso cimitero. Per volontà della famiglia ci furono pochi mazzi di fiori poiché vennero invitati i partecipanti a sostituire le corone di fiori con donazioni a Emergency. Messaggi di partecipazione furono inviati da altri ex militanti dell'estrema sinistra impossibilitati a intervenire, poiché incarcerati o con problemi di salute (tra essi Mario Moretti, Paolo Persichetti e Silvia Baraldini).
Dieci mesi dopo venne aperta un'inchiesta dalla procura di Reggio Emilia per istigazione a delinquere contro quattro partecipanti (due ex brigatisti, un No TAV e lo stesso Notarnicola). Poco dopo, tuttavia, l'indagine venne archiviata perché «si è trattato di libere manifestazioni del pensiero che possono essere ritenute inopportune, ma non intendevano riproporre la lotta armata».

## Il ruolo nel rapimento Moro
Benché per anni, anche durante i processi, si sia parlato di Gallinari come dell'esecutore materiale dell'uccisione di Moro, accanto a due brigatisti sicuramente presenti (Moretti e Maccari), nel 1993 Mario Moretti lo discolpa in un libro-intervista scritto da Rossana Rossanda e Carla Mosca, dove si assume la piena responsabilità del gesto, affermando di aver sparato personalmente allo statista. Si tratta però di una verità discussa da molti storici in quanto, al momento della confessione di Moretti, Gallinari aveva fatto la richiesta di uscire dal carcere per motivi di salute (richiesta che venne poi accolta). Nel marzo 2006 esce per Bompiani Un contadino nella Metropoli, libro di memorie scritto di proprio pugno da Gallinari, dove fornisce il suo punto di vista, decisamente radicale, sugli avvenimenti di cui le Brigate Rosse sono state protagoniste e sulle loro ragioni.
Sempre riguardo a Moro dichiarò poi: 

## Cultura di massa

### Cinema
- Il personaggio di Primo (interpretato da Giovanni Calcagno), che compare nel film Buongiorno, notte di Marco Bellocchio, è ispirato a Gallinari

### Musica
- La canzone Martino e il ciliegio del rapper Murubutu è liberamente ispirata all'autobiografia di Gallinari, anche se la conclusione è diversa: il protagonista infatti muore in uno scontro a fuoco, mentre Gallinari venne ferito gravemente ma sopravvisse
- Prospero Gallinari è citato esplicitamente nella canzone 'A Finanziaria dei 99 Posse
- Prospero Gallinari è citato nel brano Il mondo visto dalla panchina presente nell'album Suonarne 1 per educarne 100 di Daniele Sepe

## Opere
- Dall'altra parte. L'odissea quotidiana delle donne dei detenuti politici, con Linda Santilli, Milano, Feltrinelli, 1995. ISBN 88-07-17007-8.
- Un contadino nella metropoli. Ricordi di un militante delle Brigate Rosse, Milano, Bompiani overlook, 2006. ISBN 88-452-5621-9.
- Postfazione a Andate e ritorni. Conversazioni tra passato presente e futuro con Loris Tonino Paroli, a cura di Giovanna Panigadi e Romano Giuffrida, Paderno Dugnano, Colibrì, 2009. ISBN 978-88-86345-80-4.